# Vinkje (symbool)

Vinkje

Het vinkje (✔ of ✓) is een symbool dat wordt gebruikt ter bevestiging.
Het symbool wordt bij een geschreven tekst geplaatst om aan te geven dat deze in orde is, bijvoorbeeld op een boodschappenlijstje of in een selectievakje.
Het teken is mogelijk een afkorting van het Latijnse vidit, dat "(hij heeft het) gezien" betekent, of afgeleid van de gewoonte om met het Franse vu af te tekenen, dat eveneens "gezien" aanduidt. Hoe dan ook, door een v'tje bij een tekst te zetten, geeft de lezer aan dat deze die heeft gelezen. Het kan worden gezien als een eenvoudige handtekening of paraaf. Dit proces heet afvinken.
Het vinkje zelf is genoemd naar de vink, omdat het op een (kinder)tekening van een vliegend vogeltje lijkt en tegelijk de letter v de beginletter van het woord vink is.
Voor correctiewerk wordt echter in Nederland en diens voormalige koloniën vaak de goedkeuringskrul gebruikt, het vinkje is in de rest  van de wereld wel gebruikelijk. Dit kan verwarring opleveren, temeer daar omissies worden aangegeven met een op een vinkje lijkend symbool, een 'v' voor 'vergeten'.  
Het symbool is opgenomen in Unicode onder de volgende codepunten:
- U+2713 ✓ CHECK MARK
- U+2714 ✔ HEAVY CHECK MARK
- U+1F5F8 🗸  light check mark
- U+1FBB1 🮱  inverse check mark